# Національна конференція ЛГБТ-руху та ЧСЧ-сервісу України

Логотип IX та X Національної 
ЛГБТ-конференції (2016-2017)
Національна конференція ЛГБТ-руху та ЧСЧ-сервісу України (або скорочено: Національна ЛГБТ-конференція) є ключовим колективним інтеграційним заходом для ЛГБТ-активістів та активісток України, який на регулярній основі (щорічно) відбувається в Україні з кінця нульових років (2008 року). Проводиться організаціями ЛГБТ-спільноти України та іншими партнерськими неурядовими організаціями. Цільова аудиторія нацконференцій — громадські активіст(к)и ЛГБТ-руху (представни_ки/ці ЛГБТ-організацій, неформальних ЛГБТ-об'єднань), експерт(к)и з питань ЛГБТ, правозахисни_ки/ці, а також працівни_ки/ці ВІЛ-сервісних організацій, які працюють із ЧСЧ. Зазвичай, відбувається непублічно, із запрошенням осіб, відібраних організаторами на конкурсних засадах.

## Мета, цілі, зміст
Мета національних конференцій ЛГБТ-руху та ЧСЧ-сервісу України коригується з року на рік, але в цілому, зводиться до таких складових (окремих цілей), як-от: 
- зміцнення української ЛГБТ-спільноти у взаємодії з дружніми суб'єктами громадсько-політичного життя України[4];
- створення умов для обміну досвідом і зближення позицій між суб'єктами ЛГБТ-руху та ЧСЧ-сервісу України;
- підвищення рівня професіоналізму учасників та учасниць конференції у сфері соціальної роботи щодо ЛГБТ/ЧСЧ/ЖСЖ;
- консолідація ЛГБТ-спільноти;
- розвиток ЧСЧ-сервісу України;
- знайомство, натхнення й взаємне зближення лідер_ів/ок, активіст_ів/ок, соціальних працівни_ків/ць;
- напрацювання стратегій ЛГБТ-руху і технологій протидії опонентам[5].

Основні програмні лінії національних конференцій, у цілому, відповідають її цілям та стосуються, відповідно, таких магістральних векторів, як адвокація інтересів ЛГБТ, правозахист, консолідація спільноти, ВІЛ-сервіс для ЧСЧ, комунікація та партнерство всередині спільноти та з партнерськими суб'єктами, PR, розвиток лідерства, а також окремих субспільнот, як-от ЛГ-спільноти та спільноти трансгендерів. В ході нацконференцій проводяться практичні семінари та дискусії з питань, пов'язаних із сексуальним здоров'ям, захистом прав людини для ЛГБТ, роботою громадських центрів для геїв, бісексуалів, лесбійок і трансгендерів; міні-тренінги, панельні дискусії, рольові ігри на тему проблем, що торкаються гомо-, бісексуальних і трансгендерних людей, аутри́ч-роботи, а також різноманітні майстер-класи. У рамках неофіційної частини конференції влаштовуються культурні, спортивні та інші інтеграційні події.
В рамках низки нацконференцій відбуваються інші регулярні події ЛГБТ-руху України, як-от — прайд-саміти, преконференції для новачків ЛГБТ-руху, заходи з формування етичних засад ЛГБТ-руху тощо (раніше також проводилися загальні збори Ради ЛГБТ-організацій України[7], національні стратегічні планування для ЧСЧ-сервісу та ЛГБТ-руху).»

## Організатори
Протягом 2008—2010 років функцію організаційного комітету з підготовки перших трьох ЛГБТ-конференцій виконувала Постійна референта група з питань ЛГБТ-руху та ЧСЧ-сервісних проєктів в Україні. Співорганізаторами конференції в різний час (2008-2017) виступали: 
- українські ЛГБТ, ВІЛ-сервісні та правозахисні організації:
  - «Гей-альянс Україна»;
  - «Гей-Форум України»;
  - «Точка опори»[10];
  - «Альянс.Глобал»[11];
  - «КиївПрайд»;
  - «Асоціація ЛГБТ «ЛІГА»[10][12][13];
  - «Міжрегіональний центр ЛГБТ-досліджень Донбас-СоцПроект»[10];
  - «Правозахисний ЛГБТ Центр «Наш світ»;
  - «Всеукраїнська мережа людей, які живуть з ВІЛ/СНІД»;
  - «Легалайф-Україна»;
  - «Ініціатива заради життя»;
  - «Українська Гельсінська спілка з прав людини»;
- проєкти міжнародної технічної допомоги Україні та міжнародні агенції:
  - USAID | Проєкт розвитку ВІЛ/СНІД-сервісу в Україні, Проєкт «Покращення послуг у сфері ВІЛ/СНІД серед представників груп найвищого ризику в Україні» (RESPOND), впроваджуваний організаціями «PACT, Inc.» та «Family Health International 360»[en];
  - Проєкт USAID «Реформа ВІЛ-послуг у дії», виконуваний компанією «Делойт Консалтінг»[14];
  - Німецьке товариство міжнародного співробітництва;
  - Програма розвитку ООН в Україні;
  - Представництво Управління Верховного комісара ООН у справах біженців в Україні;
  - Об’єднана програма ООН з ВІЛ/СНІД в Україні (ЮНЕЙДС);
- міжнародні організації та їх представництва:
  - МБФ «Альянс громадського здоров’я»[12][15];
  - МБФ «СНІД Фонд Схід-Захід» (AFEW-Україна);
  - МБО «Східноєвропейське та Центральноазіатське об’єднання людей, які живуть з ВІЛ»;
  - Представництво МБО «Проект ХОУП — Зе Піпл-Ту-Піпл Хелс Фаундейшн, Інк.» в Україні;
  - Євразійська коаліція з чоловічого здоров’я (ECOM);
  - Представництво Фрідом Хаус Інк. в Україні.

Органи державної влади та місцевого самоврядування участі в організації нацконференцій не беруть, хоча іноді делегують своїх представників/представниць для присутності на окремих подіях нацконференції. Відомо, що, принаймні, з IX Нацконференції участь у них як запрошені спікери беруть народні депутати України чинного та попередніх скликань Верховної Ради України, лідери окремих політичних партій, політтехнологи.
За традицією, оргкомітети національних конференцій не мають голови (одноосібного керування), рішення в них приймаються колегіально.

## Історія
I національна конференція ЛГБТ-руху та ЧСЧ-сервісу України відбулася 16-18 квітня 2008 року в Києві на базі відпочинку «Пролісок». I Нацконференцію було ініційовано Всеукраїнським благодійним фондом «Коаліція ВІЛ-сервісних організацій», а безпосередню підготовку взяла на себе Благодійна організація «Фонд профілактики хімічних залежностей та СНІДу» у співпраці з ключовими ЛГБТ-активіст(к)ами. В її роботі взяли участь близько 70 учасни_ків/ць. На неї також було запрошено ЗМІ.
Під час II Нацконференції, яка відбулася 28-30 травня 2009 у «Пущі-Лісовій», було вперше сформульовано та погоджено адвокаційні стратегії ЛГБТ-руху України; участь у ній узяли гості з Республіки Білорусь, Російської Федерації та Німеччини.
У роботі III Нацкоференції, що проходила під Києвом у червні 2010 року, узяли участь українські трансгендери. На секції, присвяченій питанням адвокації, було контатовано, що «в нинішніх умовах [станом на 2010 рік] гей-прайди в Україні — недоцільні», оскільки вони «неминуче підвищують градус […] гомофобії».
Паралельно з роботою IV Нацконференції, яка проходила у 2011 році відбувся позачерговий творчий ЛГБТ-фестиваль-ярмарок «Веселкова тема для тебе», в ході якого були представлені роботи, створені людьми зі спільноти ЛГБТ, або присвячені ЛГБТ-тематиці. На цій же конференції представниця Amnesty International в Україні висловила намір надати технічну допомогу групі активістів, які візьмуться за підготовку Гей-Прайду в Києві.
V Нацконференція, яка відбулася 22-24 червня 2012 року, проголосила метою мобілізацію гей-спільноти, розвиток ЧСЧ-сервісу, обмін досвідом між суб'єктами ЛГБТ-руху і ЧСЧ-сервісу, а під час своєї роботи «зробила ставку» на обговорення політичних ініціатив. У підсумковому документі конференції її учасники та учасники, зокрема, зазначили:
Особливістю V Нацконференції (2012) була також помітна участь ЛГБТ-християн, за наполяганням яких у підсумковому документі з'явився політично вагомий розділ такого змісту:
VI Нацконференція 2013 року стала наймасовішою: у ній узяли участь 105 учасни_ків/ць, які представляли широке коло ЛГБТ-організацій, ініціативних ЛГБТ-груп, ЧСЧ-сервісних і партнерських організацій, що працюють в Україні. У резолюції, яка була прийнята за підсумками роботи конференції, зокрема було ухвалено звернення до лідерів парламентських фракцій, Голови Верховної Ради України та його заступників, керівництва та членів профільних парламентських комітетів, усіх народних депутатів України із закликом ужити всіх заходів задля зняття з розгляду п'яти законопроєктів, які на думку представників української ЛГБТ-спільноти «в разі їхнього прийняття порушать в Україні та поза її межами конституційні права та свободи людей з числа ЛГБТ» (згодом усі ці законопроєкти таки були зняті з розгляду). Крім цього, було заявлено таке:
VII Нацконференція, стала найдраматичнішою, бо була поєднана в часі з заходами III Міжнародного форуму-фестивалю ЛГБТ «КиївПрайд2014»: конференція, на відміну від усіх інших, проходила в самому центрі Києва, 3-5 липня 2014 року, у так званому Холі чемпіонів Національного спортивного комплексу «Олімпійський», а III Марш Рівності було призначено на ранок 2-го дня її проведення — 4 липня, проте Марш у публічному форматі не відбувся через неспроможність київської міліції, послабленої революційними подіями в України 2013/2014 років, гарантувати безпеку в разі «вуличного» проведення Маршу. Саме тому шикування учасників та учасниць III Маршу Рівності та їх спілкування зі ЗМІ відбулися безпосередньо в «Холі чемпіонів». VII-й Нацконференції уперше передувала преконференція для молодого ЛГБТ-активу.
З 6 по 8 листопада 2015 року пройшла VIII Нацконференція, участь у якій уперше взяли представники громадського руху батьків, які мають дітей — ЛГБТ. До роботи цієї конференції долучився також координатор програми «Сонячний зайчик» Богдан Жук (із доповіддю на тему «Практики масових комунікацій (на прикладі програми ЛГБТ-кіно „Сонячний зайчик“ в рамках Київського Міжнародного кінофестивалю „Молодість“)»). Під час VIII Нацконференції відбулося напрацювання етичних засад українського ЛГБТ-руху, окремий програмний напрям було присвячено проблематиці трансгендерів. Із числа учасників і учасниць VIII Нацконференції 21 особа взяла також участь у 2-й преконференції для молодого ЛГБТ-активу «На низькому старті». Саме на VIII Нацконференції вперше розглядалась проблематика публічності спільноти бісексуальних людей як однієї із субспільнот ЛГБТ.
IX Нацконференція з міжнародною участю «ЛГБТ і політика: переламний момент» відбулась у вересні-жовтні 2016 року. Під час заходу були засвідчені позитивні зрушення стану справ ЛГБТ-спільноти в Україні, було згадано, зокрема, про успішне проведення Маршу Рівності у столиці, у якому вперше взяли участь 7 народних депутатів та включення антидискримінаційної поправки до Трудового кодексу наприкінці 2015 року. В конференції взяла участь Інна Борзило, керівниця громадської організації Центр UA, яка займається адвокацією реформ та розвитком відкритого суспільства. Вона наголосила на необхідності більшої відкритості ЛГБТ-спільноти, об'єднання ЛГБТ-руху навколо єдиного приорітету, співпраці з політичними силами, правозахисними організаціями, журналістами тощо. Окрему увагу було приділено обговоренню проблем, з якими стикаються ЛГБТ-внутрішньо переміщені особи. В канун конференції, 29 вересня, відбулись 4 преконференційних заходи: преконференція для молодого ЛГБТ-активу, тренінг з PR для спікерів ЛГБТ, супервізійний семінар для психологів, що працюють з ЛГБТ та регіональна преконференція ЧСЧ-сервісу та ЛГБТ-руху Східної Європи та Центральної Азії.

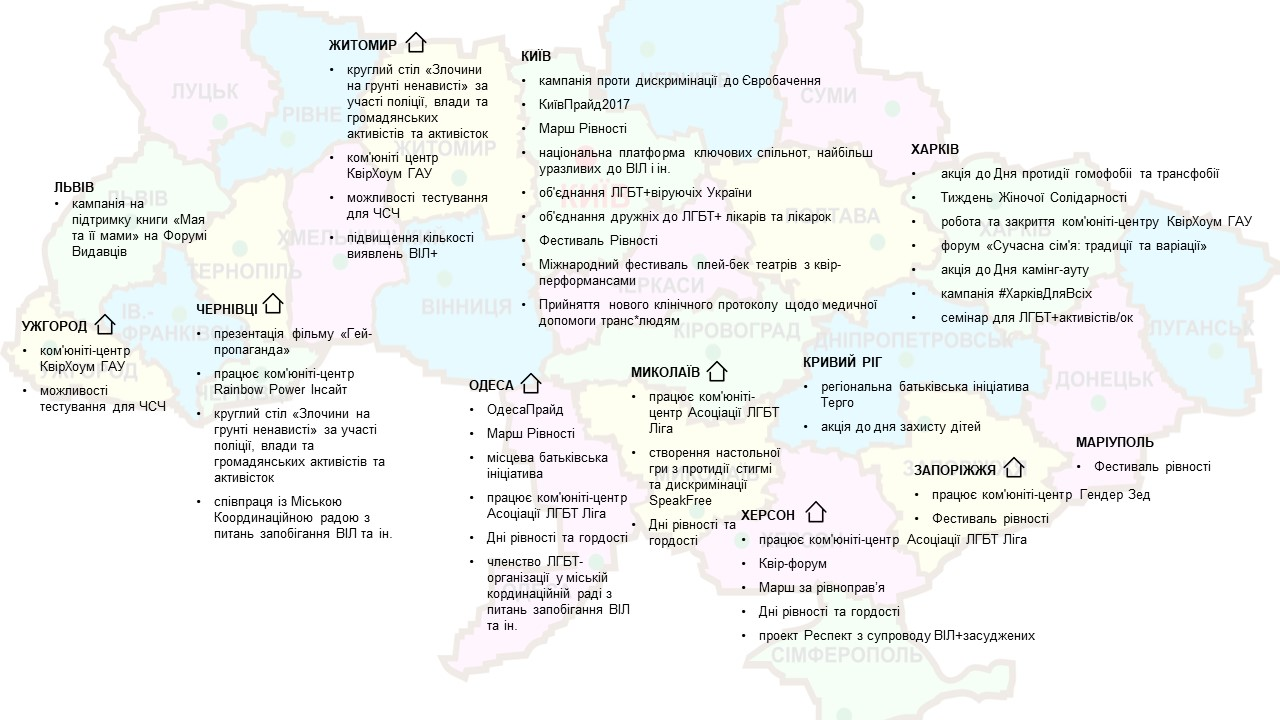
Карта активностей ЛГБТ-руху за підсумками 2016/17 міжконференційного року

Ювілейна Х Нацконференція пройшла 19-22 жовтня 2017 року під гаслом «Різноманіття та рівність: політика взаємодії, реалії та пріоритети». Її проведення підтримали 23 співорганізатори та партнери — найбільше за всю історію проведення. Захід традиційно об'єднав навколо близько 100 гостей та учасників й учасниць. Конференція відзначилася участю чотирьох народних депутатів різних скликань (Антон Геращенко, Світлана Заліщук, Віталій Кононов, Єгор Фірсов) у подіумній дискусії «ЛГБТІ-спільнота і політичний процес: учасники чи заручники?», включеністю спільнот транс*людей та інтерсекс, а також застосуванням принципу інтерсекціональності. Протягом конференції активіст(к)ами було створену карту активностей ЛГБТ-руху України. Наразі карта представляє ті активності, які були названі учасни_ками/цями Національної конференції як такі, що «суттєво повпливали на ЛГБТ-спільноту за останній рік».

## Символіка, атрибутика, нумерація, статус

Логотип Нацконференцій ЛГБТ у 2008-2013 роках

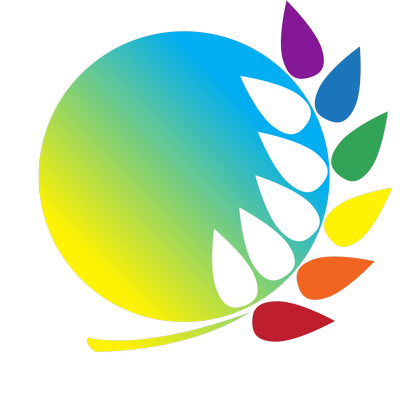
Емблема VII Нацконференції ЛГБТ (2014)

За усталеною традицією, для кожної нацконференції виробляється окрема емблема (логотип), у якій, зазвичай, обігруються кольори веселки. На кожній нацконференції, починаючи з другої, використовується для оздоблення основного приміщення конференції одним з найвідоміших артефактів українського ЛГБТ-руху — автентичний Великий ЛГБТ-стяг України, який було виготовлено ручним способом за кошт ЛГБТ-спільноти для несення Хрещатиком під час публічного маршу в рамках першого українського гей-прайду 2003 року.
Кожна нацконференція має порядковий номер у вигляді римської цифри, а також індивідуальну назву, або гасло, що змінюється з року на рік. Для позначення контенту (текстових постів, фото), пов’язаного з нацконференціями, використовується запроваджена 2015 року уніфікованана система хештегів, які формуються таким чином: порядковий номер конференції арабською цифрою (цифрами) + абревіатура NC або НК + рік проведення у форматі ‘рррр’ (найпоширенішими є хештеги #8NC2015, #9NC2016, #10NC2010 відповідно для VIII, IX та X нацконференцій)
Починаючи з VIII, нацконференція репрезентована у соціальній мережі Facebook через публічні сторінки конкретної конференції (напр. X національна конференція ЛГБТ-руху на ЧСЧ-сервісу України) та публічні «заходи» (напр. Х Національна конференція ЛГБТ-руху та ЧСЧ-сервісу України).
Нацконференція є однією з кількох регулярних ключових подій з національним статусом в ЛГБТ-русі та ЧСЧ-сервісі України (другою такою подією у 2007–2015 роках було щорічне Національне стратегічне планування для ЧСЧ-сервісу та ЛГБТ-руху України[7], яке проводилося дев’ять разів; третьою — очні загальні збори Ради ЛГБТ-організацій України, що скликалися 14 разів у проміжок з 2008 до 2015 року). Водночас, ЛГБТ-подією всеукраїнського значення, яке, на відміну від національної конференції, передбачає високу публічність та медійність, виступає КиївПрайд (проводиться щорічно з 2012 року).    

## Критика
Національні конференції здобувають у публічному інформаційному просторі як позитивні, так і негативні відгуки та оцінки. Зокрема, в одній з публіцистичних статей 2017 року зазначено: 

## Хронологія
| Рік  | Дата                | №    | Гасло                                                                | Кількість учасників та учасниць | Місце проведення                                                                                        | Хештеги             |                      |
| ---- | ------------------- | ---- | -------------------------------------------------------------------- | ------------------------------- | --- | ------------------- | -------------------- |
| 2008 | 16-18 квітня        | I    | «Мобілізація та адвокація інтересів ЛГБТ-спільноти»                  | ~70                             | Київ | —                   |                      |
| 2009 | 28-30 травня        | II   | «Партнерство та розвиток»                                            | 66                              | Київська обл., Києво-Святошинський р-н, с. Мощун                                                        | —                   | [ 41 ] [ 6 ]         |
| 2010 | 25-27 червня        | III  | «Стратегія та єдність»                                               | ~80                             | Київська обл., Вишгородський р-н, адміністративна територія Глібівської сільської ради, ур. Зелений Бір | —                   | [ 42 ]               |
| 2011 | 27-29 травня        | IV   | «Прогрес та інновації»                                               | 99                              | Київська обл., Вишгородський р-н, адміністративна територія Глібівської сільської ради, ур. Зелений Бір | —                   | [ 22 ]               |
| 2012 | 22-24 червня        | V    | «Відкритість та професійність»                                       | 88                              | Київська обл., Вишгородський р-н, адміністративна територія Глібівської сільської ради, ур. Зелений Бір | —                   | [ 43 ] [ 10 ]        |
| 2013 | 31 травня-2 червня  | VI   | «Рівноправність і залученість»                                       | 105                             | Київ, Пуща-Водиця                                                                                       | —                   | [ 12 ]               |
| 2014 | 3-5 липня           | VII  | «Загрози та шанси»                                                   | ~90                             | Київ | —                   |                      |
| 2015 | 6-8 листопада       | VIII | «Переосмислення: співтовариство і рух»                               | 97                              | Київська обл., Вишгородський р-н, адміністративна територія Глібівської сільської ради, ур. Зелений Бір | #8NC2015 #8НК2015   | [ 44 ] [ 45 ] [ 46 ] |
| 2016 | 30 вересня-2 жовтня | IX   | «ЛГБТ та політика: переламний момент»                                | 98                              | Київська обл., Києво-Святошинський р-н, с. Мощун                                                        | #9NC2016 #9НК2016   |                      |
| 2017 | 19-22 жовтня        | X    | «Різноманіття та рівність: політика взаємодії, реалії та пріоритети» | ~100                            | Київ, Пуща-Водиця                                                                                       | #10NC2017 #10НК2017 |                      |
| 2018 | 18–20 жовтня        | XI   | «Країна вільних: рівні можливості для всіх»                          | ~150                            | Київ | #11NC2018 #11НК2018 |                      |
| 2019 | 11–13 вересня       | XII  | «Шлях до рівності: змінюємо країну разом»                            | ~200                            | Київ | #12NC2019 #12НК2019 |                      |
| 2020 | 5–7 листопада       | XIII | «Час обмежень. Епоха можливостей»                                    | ~200                            | віртуально                                                                                              | #13NC2020 #12НК2019 |                      |
| 2021 | 25–26 листопада     | XIV  | «Здоров’я нації: гідність, рівність та права»                        | ~100                            | Київ, гібридно (частина учасників і учасниць фізично, частина віртуально)                               | #14NC2021           |                      |
| 2023 | 1–3 листопада       | XVI  |                                                                      |                                 | Київ, гібридно (частина учасників і учасниць фізично, частина віртуально)                               | #16NC2023           |                      |
| 2024 | 5–6 грудня          | XVII |                                                                      | ~150                            | Київ | #17NC2024           |                      |

## Галерея
|                                                                                                   |                                                             | |                                                                                              |                                                                                                |
| Команда ВБО «Точка опори» на сесії презентацій ЛГБТ-організацій у рамках IV Нацконференції, 2011. | На V Нацконференції ЛГБТ-руху та ЧСЧ-сервісу України, 2012. | Учасники й учасниці III Маршу Рівності, призначеного на 2-й день VII Нацконференції ЛГБТ, 04.07.2014. | Лідер ВГО «Гей-Форум України» Святослав Шеремет на VIII Національній конференції ЛГБТ, 2015. | Інформаційні матеріали на VIII Національній конференції ЛГБТ-руху і ЧСЧ-сервісу України, 2015. |